# Pidonia formosana
Pidonia formosana là một loài bọ cánh cứng trong họ Cerambycidae.